# Державна прикордонна охорона Латвії
Державна прикордонна охорона Латвії (латис. Valsts Robežsardze) — державний орган, відповідальний за охорону державного кордону Латвійської Республіки, підпорядкований Міністерству внутрішніх справ Латвії. В прикордонній службі працюють більше 2000 прикордонників. Структурно Державна прикордонна охорона складається з Центрального офісу, п'яти прикордонних загонів та авіаційного підрозділу. Також, є Академія Державної прикордонної служби, яка є вищим навчальним закладом в підпорядкування Державної прикордонної охорони.
Під охороною служби перебуває 276 кілометрів кордону із Російською Федерацією, 173 кілометри кордону з Республікою Білорусь та 498 кілометри морського кордону в Балтійському морі, всі з них є зовнішніми кордонами Європейського Союзу. Також вона здійснює моніторинг 343-кілометрового кордону з Естонською Республікою та 588-кілометрового кордону з Литовською Республікою, які не охороняються через те, що всі три балтійські країни входять до Шенгенської зони. Державна прикордонна охорона Латвії є частиною Frontex — агентства з охорони зовнішніх кордонів країн-членів Європейського Союзу.

## Історія

### 1918—1940
18 листопада 1918 року Народна рада Латвії проголосила незалежність Латвійської Республіки, і разом з тим встановила тимчасові кордони новоствореної держави. З метою захисту цих кордонів, 7 листопада 1919 року головнокомандувач латвійської армії Яніс Балодіс видав наказ про створення прикордонних підрозділів. Після завершення Війни за незалежність Латвії, 8 листопада 1920 року Прикордонну охорону (латис. Robežapsardzība) перейменували на Дивізію охорони кордону (латис. Robežsargu divīzija), але вже 2 лютого 1922 року Кабінет міністрів Латвії вирішив розформувати Дивізію охорони кордону та передати прикордонні функції до Міністерства внутрішніх справ. 10 березня 1922 року новостворена Прикордонна поліція (латис. Robežpolicija) почала свою роботу. В 1935 році уряд затвердив Закон про охорону державного кордону. 6 квітня 1935 року була створена Бригада охорони кордону (латис. Robežsargu brigāde), і генерал Людвіг Болштейн був призначений її командувачем.
Незадовго перед радянською окупацією Латвії в червні 1940 року, багато військовослужбовців цієї бригади були вбиті, поранені або взяті у полон радянським НКВС під час прикордонного інциденту у Масленьках. На знак протесту проти розформування бригади, генерал Болштейн здійснив самогубство в своєму кабінеті. Народний комісар внутрішніх справ Латвійської РСР Альфонс Новікс підписав 3 жовтня 1940 року наказ про розпуск прикордонних батальйонів за звільнення прикордонників від їх обов'язків.

### Після 1990 року
Після проголошення відновлення незалежності Латвійської Республіки 4 травня 1990 року, Верховна Рада Латвії (перехідний орган між Верховною Радою Латвійської РСР та сучасним Сеймом Латвійської Республіки) ухвалила Закон про Державний кордон Латвійської Республіки, однак через те, що в тоді країна була в перехідному періоді відновлення незалежності, який тривав до серпня 1991 року, по факту, латвійська прикордонна служба не була відновлена. 7 листопада 1991 року Президія Верховної Ради Латвії ухвалила «Правила та порядок складання присяги військовослужбовцями Латвійської республіки». 11 листопада 1991 року перші прикордонники відновленої Латвійської Республіки склали присягу на Братському кладовищі в Ризі.
13 грудня 1991 року є датою фактичного відновлення Латвійської прикордонної охорони, оскільки саме в цей день був виданий наказ Міністра оборони Латвії «Про створення, визначення повноважень, структури та особового складу батальйонів прикордонної охорони». Охорона кордону була доручена семи батальйонам прикордонної охорони, розташованих в містах Валміера, Вілейка, Лудза, Даугавпілс, Єлгава, Лієпая та Вентспілс, а також окремому прикордонному пропускному пункту в Ризі.
Робота нового органу почалася із організації пропускних пунктів на дорогах та із взяття на себе функцій, які до цього виконували радянські прикордонні війська в портах та аеропортах, відповідно до постанови Ради міністрів від 29 січня 1992 «Про передачу функцій та охорону Державного кордону Латвійської Республіки». Із створення батальйонів прикордонної охорони почалась робота зі створення прикордонної інфраструктури: демаркація кордону, створення пропускних пунтів, покращення умов проживання прикордонників, написання правил та інструкцій.
Наказом Міністра оборони Латвійської Республіки від 1 лютого 1992 року всі сім батальйонів прикордонної охорони, окремий пропускний пункт в Ризі та тренувальний центр у Варве були об'єднані в Бригаду прикордонної охорони Міністерства оборони. Наказом Міністра оборони від 23 листопада 1995 року Бригада прикордонної охорони Збройних сил була реорганізована в Сили прикордонної охорони (латис. Robežapsardzības spēki). 7 січня 1997 року Сили прикордонної охорони були передані до Міністерства внутрішніх справ. 14 лютого 1997 року Сили прикордонної охорони були перейменовані на Прикордонну охорону Міністерства внутрішніх справ, а 1 травня 1998 року на сучасну назву.

## Керівництво
Державну прикордонну охорону Латвії очолює командувач, якого на 5-річний термін призначає Міністерство внутрішніх справ Латвії за погодженням з Кабінетом міністрів Латвії. Генерал Нормундус Гарбарс очолював прикордонну службу з 3 квітня 2009 року до 22 січня 2019, коли він пішов на пенсію через досягнення вікового ліміту. Його на посаді замінив генерал Гунтіс Пуятс, який з 2018 року до того моменту був заступником командувача.

## Прикордонні загони
- Ризький прикордонний загін
- Вілякський прикордонний загін
- Лудзенський прикордонний загін
- Даугавпілський прикордонний загін
- Вентспілський прикордонний загін

## Галерея

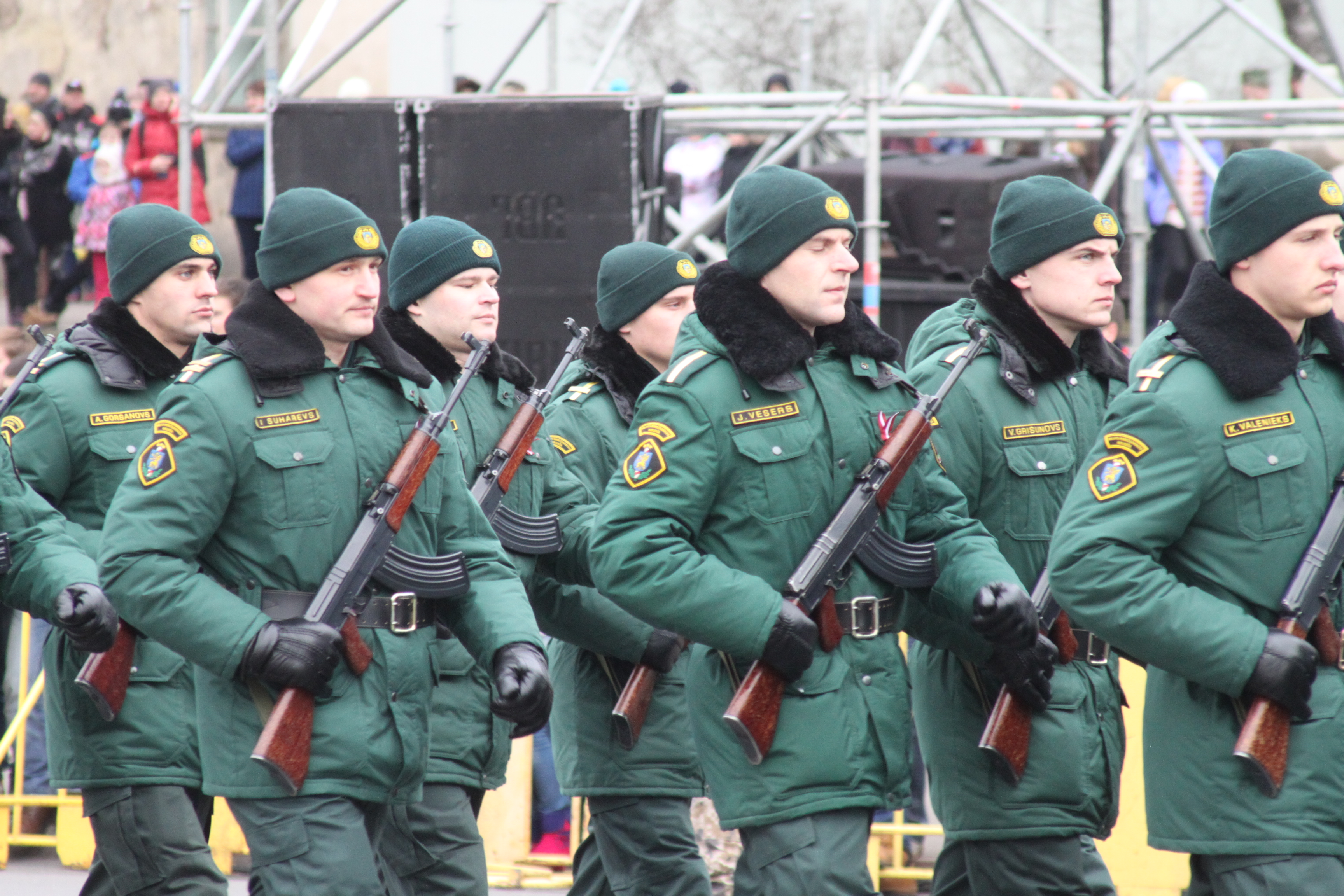
Латвійські прикордонники на параді до Дня незалежності
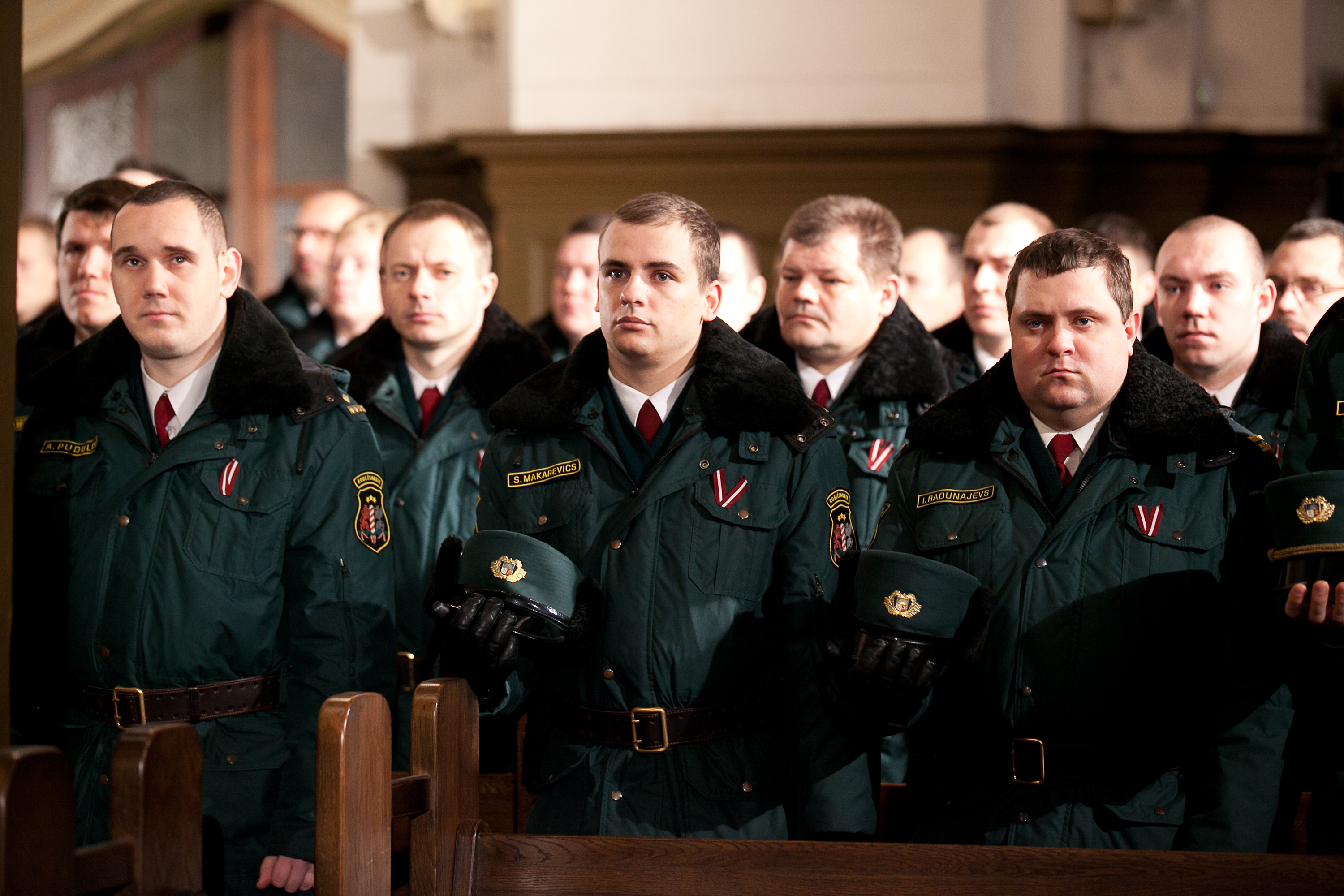
Латвійськи прикордонники
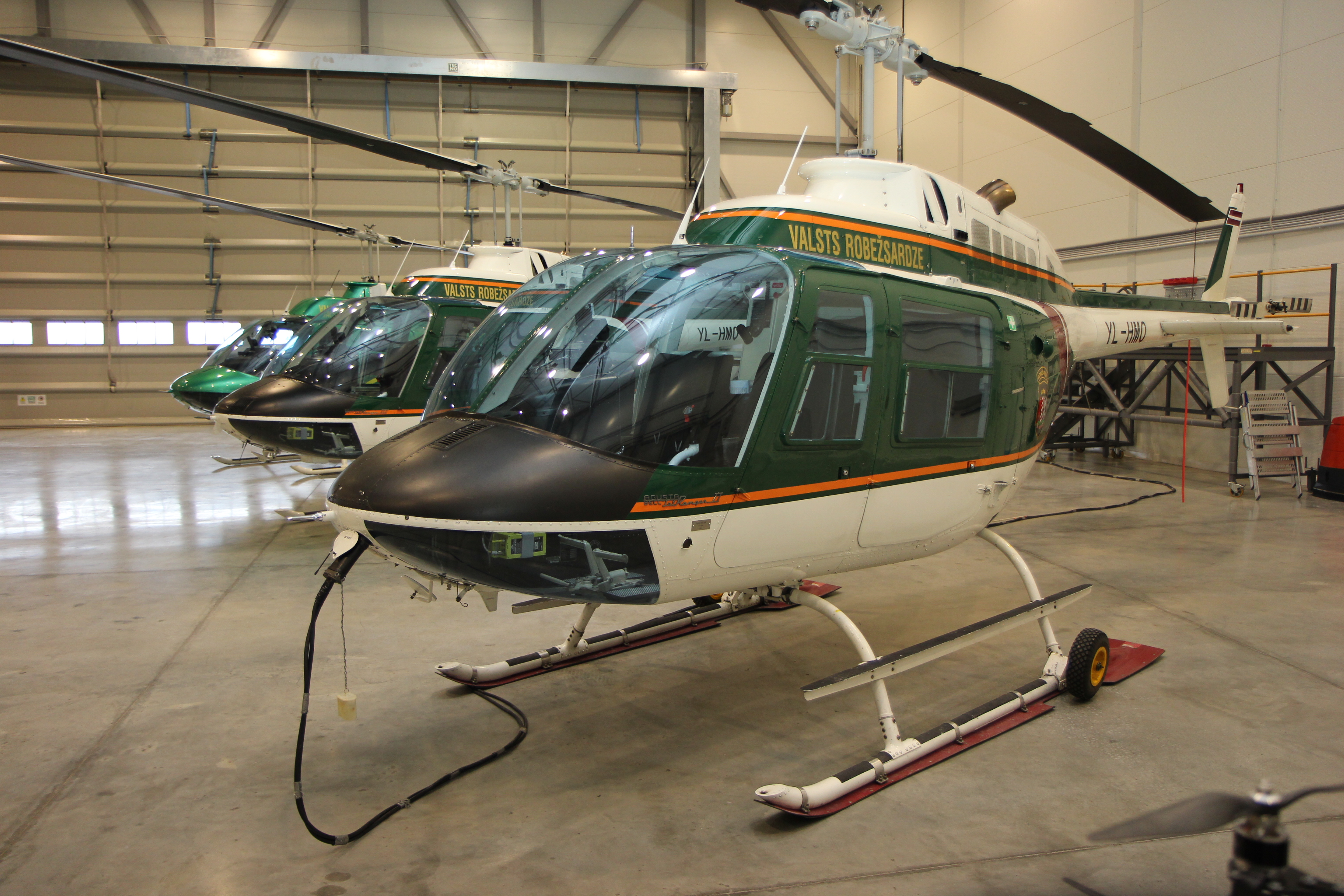
Гелікоптери прикордонної служби
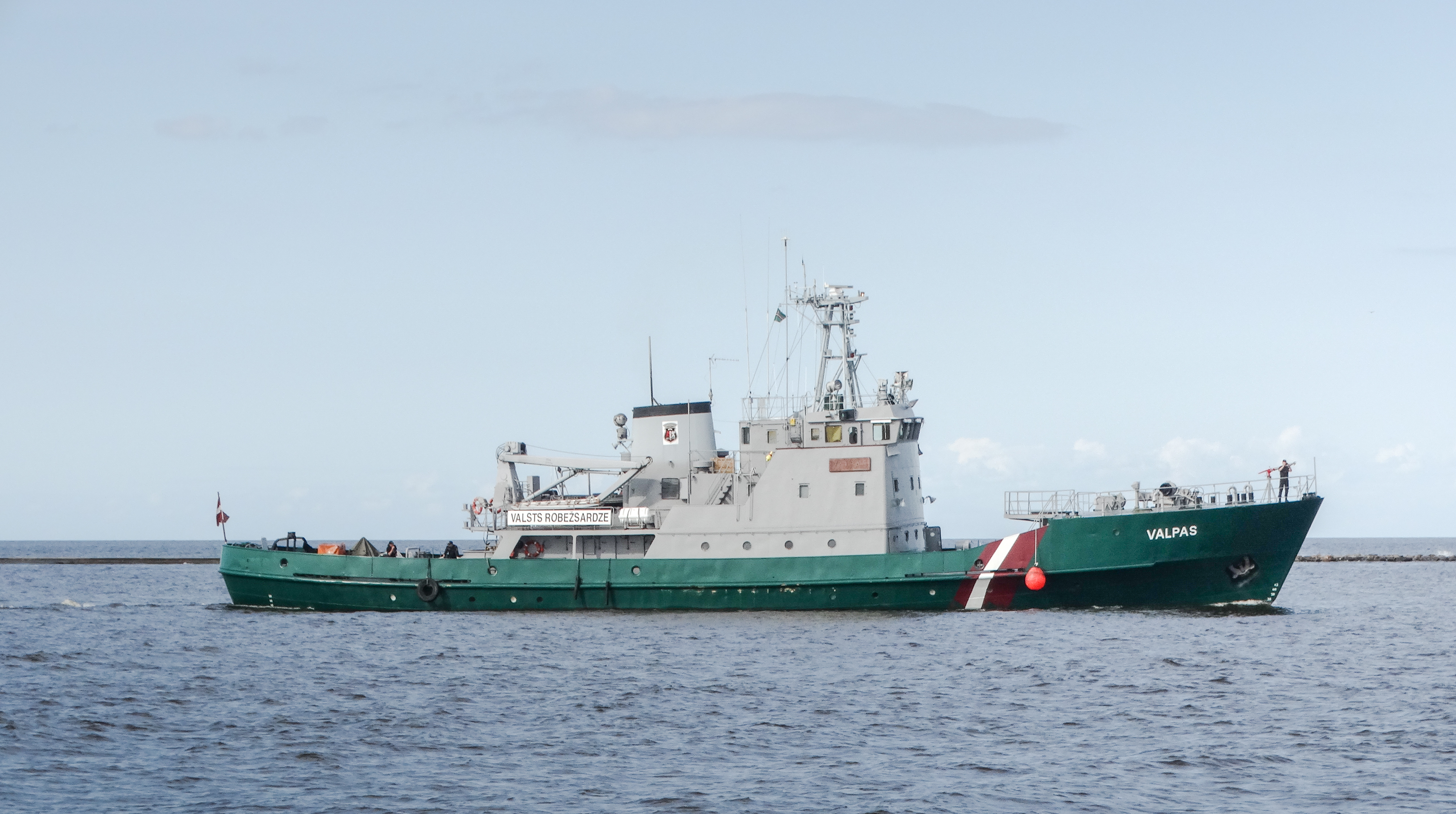
Корабель прикордонної служби
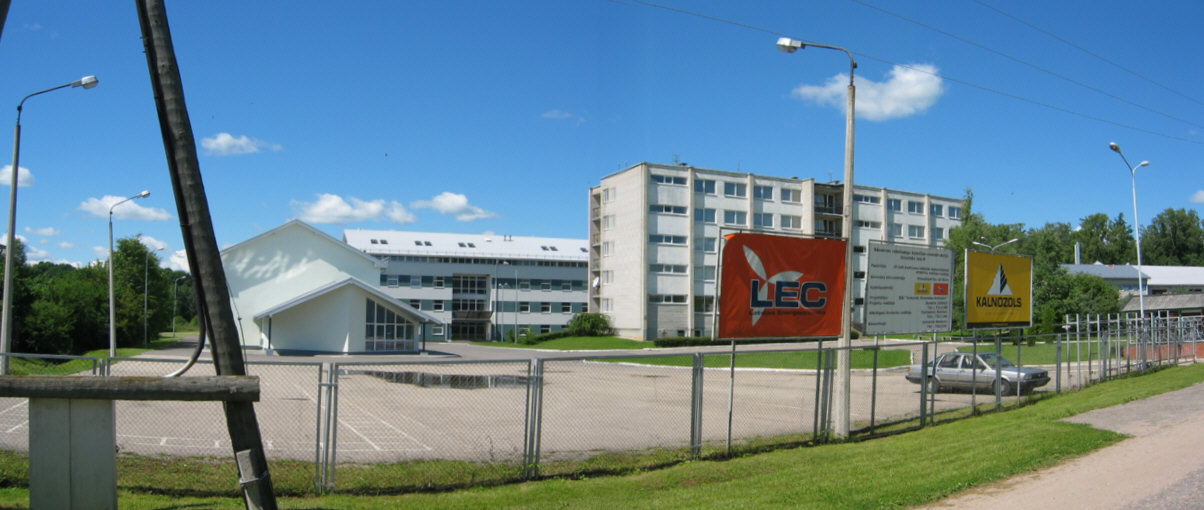
Академія Державної прикордонної охорони Латвії в місті Резекне